# Wason Rentería
Wason Libardo Rentería Cuesta (ur. 4 lipca 1985 w Quibdó) – kolumbijski piłkarz występujący na pozycji napastnika.

## Kariera klubowa
Rentería profesjonalną karierę rozpoczynał w klubie Boyacá Chicó Tunja. W jego pierwszej drużynie zaczął występować od sezonu 2004. Wówczas przez cały sezon zagrał tam 26 razy i strzelił cztery gole. W następnym w lidze wystąpił w 17 meczach i zdobył dziewięć bramek. W sumie rozegrał tam 43 spotkania i strzelił 13 goli.
W 2005 roku podpisał kontrakt z brazylijskim Internacional Porto Alegre. Zadebiutował tam 18 września 2005 w wygranym 3:2 meczu z Athletico Paranaense. Regularnie grywał tam w pierwszym zespole. W 2006 roku wygrał z klubem rozgrywki Copa Libertadores, a także zdobył z nim Klubowe Mistrzostwo Świata. Łącznie wystąpił tam w 35 meczach, w których strzelił sześć goli.
W styczniu 2007 przeszedł do portugalskiego FC Porto. Pierwszy występ zanotował tam 16 lutego 2007 w wygranym 4:0 meczu przeciwko Naval 1º Maio. W Porto był jednak rezerwowym i w debiutanckim sezonie 2006/2007 rozegrał tam sześć spotkań. Z klubem wywalczył także mistrzostwo Portugalii.
Latem 2007 został wypożyczony do francuskiego RC Strasbourg. W lidze francuskiej zadebiutował 4 sierpnia 2007 w bezbramkowo zremisowanym meczu z Olympique Marsylia. W Strasbourgu był podstawowym graczem wyjściowej jedenastki. W ciągu całego sezonu zagrał tam 28 razy i zdobył dziewięć bramek. Na jego koniec zajął z klubem dziewiętnaste miejsce w Ligue 1 i spadł z nim do drugiej ligi. Wówczas powrócił do Porto. Został jednak ponownie wypożyczony. Tym razem do innego portugalskiego pierwszoligowca – SC Braga. W tym klubie pierwszy mecz zaliczył 1 września 2008 przeciwko Sportingowi (1-0 dla Sportingu).
W 2009 roku został wypożyczony do brazylijskiego Atlético Mineiro. Na początku 2010 roku został natomiast zawodnikiem klubu SC Braga

## Kariera reprezentacyjna
Rentería jest reprezentantem Kolumbii. W drużynie narodowej zadebiutował w 2005 roku. W tym samym roku był uczestnikiem Złotego pucharu CONCACAF, na którym zajął z Kolumbią trzecie miejsce.